# セルマ・リッター
セルマ・リッター（Thelma Ritter, 1902年2月14日 - 1969年2月5日）は、アメリカ合衆国の女優。

## 生涯
ニューヨーク・ブルックリンに生まれ。幼い頃から演劇に興味を持ち、小学校時代から舞台に立っていた。ハイスクールを卒業後、AADA（アメリカン・アカデミー・オブ・ドラマティック・アーツ）で本格的に演技を学ぶ。舞台でさまざまな経験を積んだが、一時引退し子育てに専念した。
1940年代に仕事を再開し、ラジオで活躍するようになる。映画初出演は1947年の『三十四丁目の奇蹟』（監督：ジョージ・シートン）で、端役だがプロの注目を集めた。翌1949年の『三人の妻への手紙』（監督：ジョゼフ・L・マンキーウィッツ）ではかなり重要な役が与えられ、さらに同監督の『イヴの総て』（1950年）でアカデミー賞の助演女優賞にノミネートされた。
『裏窓』（監督：アルフレッド・ヒッチコック）の看護婦役や『拾った女』（監督：サミュエル・フラー）の女スリ役など、1950年代から1960年代を通じて個性的な脇役として映画ファンに親しまれた。アカデミー賞のノミネートも通算6回にわたったが、結局オスカーを手にすることはなかった。1957年、ブロードウェイ・ミュージカル『New Girl In Town』に出演したリッターは、共演のグウェン・ヴァードンと共にトニー賞を受賞している。
1969年2月5日、ニューヨークで心臓発作により死去。

## 主な出演作品
| 公開年 | 邦題 原題                                        | 役名                   | 備考                     |
| ------ | ------------------------------------------------ | ---------------------- | ------------------------ |
| 1947   | 三十四丁目の奇蹟 Miracle on 34th Street          | ピーターの母親         |                          |
| 1949   | 三人の妻への手紙 A letter to Three Wives         | サディ                 |                          |
| 1950   | イヴの総て All About Eve                         | バーディー             | アカデミー助演女優賞候補 |
| 1952   | わが心に歌えば With a Song in My Heart           | クランシー             | アカデミー助演女優賞候補 |
| 1953   | タイタニックの最期 Titanic                       | モード・ヤング         |                          |
| 1953   | 拾った女 Pickup on South Street                  | モー                   | アカデミー助演女優賞候補 |
| 1954   | 裏窓 Rear Window                                 | ステラ                 |                          |
| 1955   | 足ながおじさん Daddy Long Legs                   | アリシア・プリチャード |                          |
| 1955   | テキサスの白いバラ Lucy Gallant                  | モリー                 |                          |
| 1956   | 誇りと冒涜 The Proud and Profane                 | ケイト・コナーズ       |                          |
| 1959   | 波も涙も暖かい A Hole in the Head                | ソフィー               |                          |
| 1959   | 夜を楽しく Pillow Talk                           | アルマ                 | アカデミー助演女優賞候補 |
| 1961   | 荒馬と女 The Misfits                             | イザベル・スティアーズ |                          |
| 1961   | ママは二挺拳銃 The Second Time Around            | アギー・ゲイツ         |                          |
| 1962   | 終身犯 Birdman of Alcatraz                       | エリザベス・ストラウド | アカデミー助演女優賞候補 |
| 1962   | 西部開拓史 How the West Was Won                  | アガサ                 |                          |
| 1963   | 恋のクレジット For Love or Money                 | クロエ                 |                          |
| 1963   | パリが恋するとき A New Kind of Love              | レーナ                 |                          |
| 1963   | 女房は生きていた Move Over, Darling              | グレイス・アーデン     |                          |
| 1965   | ボーイング・ボーイング Boeing (707) Boeing (707) | バーサ                 |                          |
| 1967   | ある戦慄 The Incident                            | バーサ・ベッカーマン   |                          |